# Eparchie petropavlovská
Eparchie Petropavlovsk je eparchie ruské pravoslavné církve nacházející se v Rusku.

## Území a titul biskupa
Zahrnuje správní hranice území Kamčatského kraje.
Eparchiálnímu biskupovi náleží titul biskup petropavlovský a kamčatský.

## Historie
Eparchie byla zřízena rozhodnutím Nejsvětějšího synodu den 1. prosince 1840 oddělením území z irkutské eparchie. Zpočátku se sídlem eparchie stalo město Novo-Archangelsk na ostrově Baranof v Americe. Následně se nacházelo v Ajanu, Jakutsku a poté v Blagověščensku na Amuru.
Po prodeji Aljašky do USA byla roku 1870 oddělena z eparchie nová eparchie aleutská (dnes zaniklá).
Roku 1899 byla z eparchie oddělena eparchie vladivostocká, která zahrnovala Přímořskou oblast s Kamčatkou. Amurská oblast připadla nové vytvořené eparchii blagověščenské, tím zanikla eparchie kamčatská
Dne 22. srpna 1916 byl zřízen kamčatský vikariát vladivostocké eparchie a 5. října téhož roku obdržel vikarijní biskup zvláštní provomoc a titul kamčatský a petropavlovský.
Dne 6. září 1922 zaslal biskup Nestor (Anisimov) dopis Nejvyšší církevní správě v zahraničí, ve kterém žádal vytvoření samostatné kamčatské eparchie a to podle patriarchálního dekretu z roku 1920 č. 362, ve kterém bylo stanoveno oddělení nové eparchie v rámci Ochotského ujezdu. Dne 11. září téhož roku bylo Prozatímním synodem Ruské pravoslavné církve v zahraničí rozhodnuto o vytvoření samostatné eparchie s připojením ochotského újezdu jako vikariátu.
Záhy byla eparchie zrušena i když její arcipastýř Nestor (Anisimov), který emigroval nesl do roku 1945 titul kamčatský a petropavlovský.
Počátkem 30. let místní sovětští vůdci hlásali do Moskvy, že Kamčatka je první oblastí ve kterém byl církevní život zcela odstraněn. Po 40. letech se ve městě Petropavlovsk-Kamčatskij vytvořila malá pravoslavná komunita. Více než 10 let existovala pololegálně - místní úřady ji neodstranili ale ani nezaregistrovali. Roku 1984 přijel do města první pravoslavný kněz protojerej Jaroslav Stěpanovič Levko. Jeho úsilím byl v sovětském období postaven první chrám na Kamčatce zasvěcený svatým apoštolům Petru a Pavlovi. Roku 1985 byla pravoslavná komunita registrována.
Dne 22. února 1993 byla rozhodnutím Svatého synodu zřízena samostatná petropavlovská eparchie v rámci Kamčatky a to oddělením území z magadanské eparchie.

## Seznam biskupů

### Kamčatská, Kurilská a Aleutská eparchie
- 1840–1868 Innokentij (Veniaminov), svatořečený
- 1868–1873 Veniamin (Blagonravov)

### Kamčatská, Kurilská a Blagověščenská eparchie
- 1873–1877 Pavel (Popov)
- 1877–1885 Martinian (Muratovskij)
- 1885–1892 Gurij (Burtasovskij)
- 1892–1897 Makarij (Darskij)
- 1897–1899 Jevsevij (Nikolskij)

### Petropavlovský vikariát vladivostocké eparchie
- 1916–1922 Nestor (Anisimov)

### Petropavlovská a Kamčatská eparchie
- 1922–1945 Nestor (Anisimov), emigroval
- 1993–1994 Jaroslav Stěpanovič Levko, dočasný administrátor, protojerej
- 1994–1997 Nestor (Sapsaj)
- 1997–1998 Rostislav (Děvjatov), dočasný administrátor
- 1998–2011 Ignatij (Pologrudov)
- 2011–2018 Artemij (Snigur)
- od 2018 Feodor (Malachanov)